# Gun Metal
Gun Metal est un jeu vidéo de simulation de mecha développé par Rage Software, sorti en 2002 sur Xbox et Windows.

## Accueil
- Jeuxvideo.com : 11/20 (Xbox)[1] - 9/20 (PC)[2]